# 僧伽 (僧)
僧伽（そうぎゃ、628年 - 710年（景龍4年））は、中国の唐代に西域より渡来した神異の僧である。

## 生涯
パミール高原の北の何国（クシャーニヤ）の人であり、自ら姓は何氏であると称していた。幼くして出家し、諸国を遊方した後、龍朔元年（661年）に、西涼地方に渡来し、さらに江南に至り、楚州山陽県の龍興寺に所属した。しばしば神異にわたる行跡が見られた。泗州臨淮県の信義坊で、地面を掘らせ、そこに伽藍を建立すると言った。古碑が出土し、そこは北斉の香積寺の遺地であることが判明した。また、「普照王佛」と刻まれた金像も出土した。そこは賀抜氏の家であったが喜捨して、香積寺の故地に寺を建立した。
景龍2年（708年）には、中宗が宮中の内道場に招聘して供養を行なった。また、僧伽の住寺に普光王寺の名を賜った。「照」字は武則天の避諱字に当たり、用いられなかったものである。
景龍4年（710年）に、大薦福寺で坐亡した。そのさまは生前と何ら変わらず、静かに瞑目した姿であった。中宗はその死を悼み、絹300疋を賜い、臨淮の普光王寺に葬った。生前の僧伽は、十一面観音形を現したことがあり、また、万廻が観音菩薩の化身であると中宗の下問に答えたため、その化身として信仰を集めた。
なおその没年に関しては、『景徳伝灯録』は「景龍3年に卒す」とし、『隆興仏教編年通論』では「景雲2年に卒す」などと異なるが、ここでは、『宋高僧伝』巻18や『太平広記』などの没年によって記す。

## 没後
実は、僧伽の生前の事跡に関しては、殆ど記される記事はなく、その伝の大半は、その没後のことに割かれている。中宗は特恩度僧によって、慧岸・慧儼・木叉という僧伽の3人の弟子をも供養していたが、僧伽の没後、しばしば僧伽がその姿を現すようになった。そのような記事は、大暦年間（766年 - 779年）から、乾寧元年（894年）にまで及んでいる。そのため、「泗州大聖僧伽和尚」として人々の信仰を集めるようになった。臨淮県は泗州に属していた。
それは、唐代だけにはとどまらず、五代十国の後周の世宗の時期を経て、宋代にまで及んでいる。『宋高僧伝』の撰者の賛寧の時期にも、『僧伽実録』という書物が見られ、太宗がそれを見て、寺の勅額を、武則天の避諱の「普光王」から「普照王」に改めさせている。